# Заполе (Ґродзиський повіт)
Заполе (пол. Zapole) — село в Польщі, у гміні Гродзиськ-Мазовецький Ґродзиського повіту Мазовецького воєводства.